# Saison 2013-2014 des Timberwolves du Minnesota
La saison 2013-2014 des Timberwolves du Minnesota est la 25e saison de la franchise au sein de la National Basketball Association (NBA).

## Draft
| Tour | Choix | Joueur          | Poste | Nationalité | Provenance                |
| ---- | ----- | --------------- | ----- | ----------- | ------------------------- |
| 1    | 9     | Trey Burke      | PG    | États-Unis  | Michigan                  |
| 1    | 26    | André Roberson  | SG    | États-Unis  | Colorado                  |
| 2    | 52    | Lorenzo Brown   | PG    | États-Unis  | NC State                  |
| 2    | 59    | Bojan Dubljević | PF    | Monténégro  | Valencia Basket (Espagne) |

## Classements de la saison régulière
| Conférence Ouest | Conférence Ouest                | Conférence Ouest | Conférence Ouest | Conférence Ouest | Conférence Ouest | Conférence Ouest | Conférence Ouest |
| No               | Franchise                       | Vic.             | Def.             | MJ               | % V/D            | RV               |                  |
| ---------------- | ------------------------------- | ---------------- | ---------------- | ---------------- | ---------------- | ---------------- | ---------------- |
| 1                | Spurs de San Antonio            | 62               | 20               | 82               | 75,60 %          | -                |                  |
| 2                | Thunder d'Oklahoma City         | 59               | 23               | 82               | 72,00 %          | 3,0              |                  |
| 3                | Clippers de Los Angeles         | 57               | 25               | 82               | 69,50 %          | 5,0              |                  |
| 4                | Rockets de Houston              | 54               | 28               | 82               | 65,90 %          | 8,0              |                  |
| 5                | Trail Blazers de Portland       | 54               | 28               | 82               | 65,90 %          | 8,0              |                  |
| 6                | Warriors de Golden State        | 51               | 31               | 82               | 62,20 %          | 11,0             |                  |
| 7                | Grizzlies de Memphis            | 50               | 32               | 82               | 61,00 %          | 12,0             |                  |
| 8                | Mavericks de Dallas             | 49               | 33               | 82               | 59,80 %          | 13,0             |                  |
|                  |                                 |                  |                  |                  |                  |                  |                  |
| 9                | Suns de Phoenix                 | 48               | 34               | 82               | 58,50 %          | 14,0             |                  |
| 10               | Timberwolves du Minnesota       | 40               | 42               | 82               | 48,80 %          | 22,0             |                  |
| 11               | Nuggets de Denver               | 36               | 46               | 82               | 43,90 %          | 26,0             |                  |
| 12               | Pelicans de La Nouvelle-Orléans | 34               | 48               | 82               | 41,50 %          | 28,0             |                  |
| 13               | Kings de Sacramento             | 28               | 54               | 82               | 34,10 %          | 34,0             |                  |
| 14               | Lakers de Los Angeles           | 27               | 55               | 82               | 32,90 %          | 35,0             |                  |
| 15               | Jazz de l'Utah                  | 25               | 57               | 82               | 30,50 %          | 37,0             |                  |

| Division Nord-Ouest       | V  | D  | MJ | % V/D   | GB   | Dom   | Ext   | Div  | Conf  |
| ------------------------- | -- | -- | -- | ------- | ---- | ----- | ----- | ---- | ----- |
| Thunder d'Oklahoma City   | 59 | 23 | 82 | 72,00 % | -    | 34-7  | 25-16 | 11-5 | 36-16 |
| Trail Blazers de Portland | 54 | 28 | 82 | 65,90 % | 5,0  | 31-10 | 23-18 | 13-3 | 31-21 |
| Timberwolves du Minnesota | 40 | 42 | 82 | 48,80 % | 19,0 | 24-17 | 16-25 | 7-9  | 23-29 |
| Nuggets de Denver         | 36 | 46 | 82 | 43,90 % | 23,0 | 22-19 | 14-27 | 5-11 | 20-33 |
| Jazz de l'Utah            | 25 | 57 | 82 | 30,50 % | 34,0 | 16-25 | 9-32  | 4-12 | 13-39 |

## Effectif
| Effectif des Timberwolves du Minnesota 2013-2014 |
| --- |
| 0 Othyus Jeffers • 1 Alexey Shved • 5 Gorgui Dieng • 6 Robbie Hummel • 9 Ricky Rubio • 10 Chase Budinger • 11 J. J. Barea • 12 Luc Mbah a Moute • 13 Corey Brewer • 14 Nikola Peković • 15 Shabazz Muhammad • 23 Kevin Martin • 32 Ronny Turiaf • 33 Dante Cunningham • 42 Kevin Love (C)Entraîneur : Rick Adelman |